# Administration du patrimoine du siège apostolique
Pour les articles homonymes, voir APSA.
L'administration du patrimoine du siège apostolique (A.P.S.A.) (lat.: Administratio Patrimonii Sedis Apostolicae) est un dicastère de la Curie romaine.

## Historique et mission
Elle a été créée en août 1967 par le pape Paul VI à partir de l'Administration Spéciale du Saint-Siège (ASSS) et de l'Administration des biens du Saint-Siège (ABSS) qui dépendaient déjà du Souverain Pontife.
Son rôle et son fonctionnement sont définis en 1988 dans les articles 172 à 175 de la Constitution apostolique Pastor Bonus. Elle a pour mission de gérer les biens du Saint-Siège (en particulier ceux reçus de l'État italien) dans le but de fournir les fonds nécessaires au fonctionnement de la Curie romaine.
Dans le motu proprio Fidelis dispensator et prudens du 24 février 2014, le pape François définit son rôle comme celui de la « banque centrale du Vatican, avec toutes les obligations et responsabilités des institutions analogues dans le monde ». Dans le prolongement de ce motu proprio le pape en publie un second le 9 juillet 2014 par lequel il modifie les articles 172 et 173 de Pastor Bonus et abroge les articles 174 et 175. Ces changements ont pour but de transférer au secrétariat pour l'économie, créé quelques mois plus tôt, la section ordinaire de l'APSA chargée de la l'administration des biens du Saint-Siège. L'APSA ne conserve plus que les missions précédemment dévolues à sa section extraordinaire et qui sont celles d'une banque centrale. Elle assurera en particulier le rôle de trésorerie pour l'état de la Cité du Vatican et pour le Saint-Siège et renforcera ses relations avec les autres banques centrales conformément aux préconisations de Moneyval,.
Elle est présidée par un cardinal assisté d'un secrétaire et d'un conseil de cardinaux. Depuis 2023,  Giordano Piccinotti en est le président.

## Présidents
- Amleto Cicognani (1968 - 1969)
- Jean-Marie Villot (1969 - 1979)
- Giuseppe Caprio (1979 - 1981)
- Agostino Casaroli (1981 - 1984)
- Agnelo Rossi (1984 -  1989)
- Rosalío José Castillo Lara (1989 - 1995)
- Lorenzo Antonetti (1995 - 1998)
- Agostino Cacciavillan (1998 - 2002)
- Attilio Nicora (2002 - 2011)
- Domenico Calcagno (2011 - 2018)
- Nunzio Galantino (2018 - 2023)
- Giordano Piccinotti (depuis 2023)

## Secrétaires
- Giuseppe Caprio (19 avril 1969 - 14 juin 1977)
- Lorenzo Antonetti (15 juin 1977 - 23 septembre 1988)
- Giovanni Lajolo (3 octobre 1988 - 7 décembre 1995)
- Claudio Maria Celli (16 décembre 1995 - 27 juin 2007)
- Domenico Calcagno (7 juin 2007 - 7 juin 2011)
- Luigi Mistò (7 juin 2011 - 14 avril 2015)
- Mauro Rivella depuis le 14 avril 2015

## Sous-secrétaire
- Giuseppe Russo depuis le 21 janvier 2016

## Assesseur
- Gustavo Óscar Zanchetta est nommé assesseur de 2017 à 2021[6].